# Conférence de l'épiscopat mexicain
La Conférence de l’épiscopat mexicain (en espagnol : Conferencia del Episcopado Mexicano, abrégé CEM) est une conférence épiscopale de l’Église catholique qui réunit les ordinaires du Mexique.
Elle fait partie du Conseil épiscopal latino-américain (CELAM), avec une vingtaine d’autres conférences épiscopales.

## Membres
En 2022, la conférence compte :
- 7 cardinaux ;
- 95 évêques titulaires ;
- 26 évêques auxiliaires ;
- 41 évêques émérites.

## Historique
Les évêques mexicains ont commencé à se réunir avant 1935, et ont fondé un Comité épiscopal mexicain en 1937, approuvant ses statuts dans une réunion du 27 au 30 juillet, durant une période de tension[précision nécessaire] entre l’Église catholique et l’État mexicain.
Les statuts de la Conférence de l’épiscopat mexicain sont approuvés par le Saint-Siège en 1955, et la première assemblée plénière a lieu du 13 au 15 octobre de l’année. Ils doivent cependant être modifiés en 1966, afin de s’adapter après le concile Vatican II (1962-1965).
Les IIe et IIIe Conférences générales de l’épiscopat latino-américain, qui ont respectivement lieu à Medellín en Colombie en 1968 et à Puebla au Mexique en 1979, amènent également différentes autres propositions, et de nouveaux statuts sont approuvés le 30 mars 1979.
Les statuts sont encore modifiés en 2001 et en juin 2008. La conférence est présidée par un conseil (président, vice-président, secrétaire général, trésorier, deux porte-parole) élu pour trois ans ; le président en 2022 est Rogelio Cabrera López, archevêque de Monterrey.

## Sanctuaires
La conférence épiscopale a désigné un sanctuaire national, le sanctuaire Notre-Dame-de-Guadalupe de Mexico, qui comprend :
- l’ancienne basilique, devenue temple expiatoire du Christ-Roi[7] ;
- la « nouvelle » basilique Notre-Dame-de-Guadalupe[8].